# Корсунь Алла Олексіївна
Алла Олексіївна Корсунь (1933—2020) — українська геофізик і астрономка, наукова співробітниця Головної астрономічної обсерваторії НАН України. Відома своїми дослідженнями з геодезії та параметрів обертання Землі, за які отримала Державну премію України в галузі науки і техніки (1983). Відома дослідниця історії української астрономії, співукладачка Астрономічного енциклопедичного словника (2003).

## Біографія
Народилась 16 листопада 1933 році в Кам'янці-Подільському в Хмельницькій області. 1952 року закінчила Ужгородську середню школу № 4 і поступила до Київського державного університету імені Т. Г. Шевченка на спеціальність «астрофізика». Закінчила університет в 1958 році.
У 1958—1960 роках працювала в Полтавській гравіметричній обсерваторії АН УРСР у науковій групі з дослідження змін широти.
1960 року перейшла в Головну астрономічну обсерваторію НАН України і продовжила роботу у відділі фундаментальної астрометрії в широтній науковій групі. Працювала на посадах інженера, молодшого наукового співробітника, а потім старшого наукового співробітника.
1969 року в Інституті математики захистила дисертацію кандидата наук «Рух полюса Землі з 1957.5 по 1965.0 (методи визначення і результати)».
Померла 22 листопада 2020 року.

## Наукові результати
Досліджувала віковий рух полюса Землі та його можливі причини. Разом з Я. С. Яцківим і А. І. Ємець винайшла й реалізувала метод оперативного визначення параметрів обертання Землі за спостережними даними Радянських служб часу і широти, а також розглянули методи встановлення глобальної земної системи координат. В 1995—2002 роках працювала в українській мережі станцій космічної геодезії та геодинаміки.
Є співавтором п'яти монографій та понад 100 наукових статей.
Алла Корсунь багато увагт приділяла вивченню й популяризації історії Головної астрономічної обсерваторії. Також досліджувала історію інших обсерваторій і життя відомих астрономів України та інших країн.
Разом з Іваном Климишиним була загальною редакторкою Астрономічного енциклопедичного словника (2003) і одним з основних авторів словникових статей з біограіями астрономів.

## Відзнаки
- Державна премія України в галузі науки і техніки за цикл робіт «Розробка теорії та практична побудова координатних систем для геодинамічних, селенодезичних і космічних досліджень» (1983)[3]
- Золота медаль імені О. Я. Орлова за дослідження наукової спадчини Олександра Орлова (2019)[1].